# Погорелово (Краснодарский край)
Погорелово — село в Славянском районе Краснодарского края.
Входит в состав Кировского сельского поселения.

## Социальная сфера
Сельский клуб
Филиал Сельской библиотеки
Фельдшерско-акушерский пункт
Магазин

## География
Улиц три: ул. Луговая, ул. Раздольная и ул. Хуторская.

## Население
| 2002 | 2010 |
| ---- | ---- |
| 546  | ↗555 |